# 沃什库蒂·伊什特万
沃什库蒂·伊什特万（匈牙利語：Vaskuti István，1955年12月4日—），匈牙利男子皮划艇运动员。他曾代表匈牙利参加1980年和1988年夏季奥林匹克运动会皮划艇比赛，获得一枚金牌。